# Ден на парашутиста
Денят на парашутиста е официален празник в България и се отбелязва на 18 октомври.
Денят на парашутиста се чества с решение на министъра на отбраната Валентин Александров от 17 март 1994 г. На тази дата през 1944 година Парашутната дружина от състава на Първа Българска армия участва за първи път в реални бойни действия и получава бойно кръщение в битката при Стражин откривайки пътя за настъпление на Българската армия.
За проявения героизъм и саможертва целият личен състав на Парашутната дружина е повишен в звание, а телата на всички загинали парашутисти са пренесени и погребани в „Алеята на парашутиста“ в България.